# Ceylonese bruine uil
De Ceylonese bruine uil (Phodilus assimilis) is een vogel uit de familie van de Tytonidae (Kerkuilen).

## Verspreiding en leefgebied
Deze soort komt voor in Sri Lanka en zuidwestelijk India en telt twee ondersoorten:
- P. a. ripleyi: zuidwestelijk India.
- P. a. assimilis: Sri Lanka.